# 永井大介
永井 大介（ながい だいすけ、1977年1月23日 - ）は、日本のオートレース選手。東京都港区出身。25期、元船橋オートレース場所属、2016年4月より川口オートレース場所属。
全国区レースを計24回（SGタイトル15回と特別GIプレミアカップ9回）獲得している。元全国ランキング1位。

## 人物
青山学院初等部、中等部、高等部卒、青山学院大学中退（オートレース選手養成所入所時に大学を休学し、デビュー後に一度復学したが2000年5月正式に退学。）。
オートレース選手としては一風変わった経歴の持ち主で、小学生時代はラグビー、中学時代はサッカー、高校時代はゴルフをやっており、オートレース選手養成所に入所するまでオートバイの運転経験がなかった。オートレース選手になり、有力選手の一人として数多くの勝ちを積み上げた現在も、自動二輪運転免許は取得していない。
2014年4月、全日本オートレース選手会船橋支部長に就任。就任4ヶ月後の2014年8月12日、施行者の千葉県と船橋市が、2016年3月末で船橋オートの廃止を発表。存続を訴え続けたが、廃止が覆ることは無かった（詳細は、こちらを参照）。

## 選手データ
- プロフィール（2022年6月現在）
  - 選手登録 1997年4月1日
  - 身長　170.5cm
  - 体重　50.4kg
  - 血液型　O型
  - 趣味　ゴルフ

- 戦歴 
  - 通算優勝回数:108回
  - グレードレース（SG,GI,GII）優勝回数:55回
  - 全国区レース優勝回数:24回（高橋貢に次ぐ史上第2位、SG15回・プレミアムカップ9回）
  - SG優勝回数:15回
  - GI優勝回数:26回
  - GII優勝回数:14回
  - 賞金王:2回（2013年、2014年）
  - 年間最多優勝選手:2回（2014年、2017年）
  - 年間最多勝利選手:4回（2005年、2012年、2013年、2014年）
  - 全国競走成績第1位:2回

- 受賞歴
  - 最優秀選手賞:3回（2008年、2013年、2014年）
  - 優秀選手賞:8回（2005年、2006年、2009年、2010年、2011年、2012年、2017年、2018年）
  - 特別賞:5回（2009年、2010年、2013年、2018年、2020年）
  - 通算勝利記録選手賞（2017年）
  - 最優秀新鋭選手賞:1回（2000年）
  - 優秀新人選手賞:1回（1998年）
  - 第25期選手養成所 優秀賞
  - 日刊三賞・殊勲賞:3回（2008年、2013年、2014年）
  - 日刊三賞・技能賞:4回（2009年、2012年、2017年、2018年）
  - 日本プロスポーツ大賞・功労賞:3回（2010年、2012年、2013年）

## 略歴
- 1997年
  - 4月1日、選手登録。第25期選手養成所優秀賞を受賞。
- 1998年
  - この年のオートレース優秀選手表彰にて、優秀新人賞を受賞。
- 1999年
  - 4月21日、SG第18回オールスターオートレースで準優勝。
- 2000年
  - 5月7日、GI開場44周年記念GIゴールデンレース（浜松オートレース場）優勝。当時の競走車呼名は「ドム」。競走タイムは3.335。
  - この年のオートレース優秀選手表彰にて、最優秀新鋭選手賞を受賞。
- 2002年
  - GIIジュニア選手権（飯塚オートレース場）優勝。
- 2004年
  - 2月15日、GI開設52周年記念グランプリレース（川口オートレース場）優勝。当時の競走車呼名は「ライムスター1」。競走タイムは3.358。
  - 10月21日、GIオートレース発祥54周年記念GI船橋オート祭（船橋オートレース場）優勝。当時の競走車呼名は「ライムスター」。競走タイムは3.372。
- 2005年
  - 9月6日、車買取のラビット杯GI第12回ムーンライトチャンピオンカップ争奪戦（伊勢崎オートレース場）優勝。当時の競走車呼名は「ジョイ」。競走タイムは3.668。
  - 10月12日、GIオートレース発祥55周年記念船橋オート祭（船橋オートレース場）連覇。競走タイムは3.387。同開催の連覇は1980年〜81年と連覇した飯塚将光（9期、船橋オートレース場所属）以来2人目。
  - GII若獅子杯争奪戦（山陽オートレース場）優勝。
  - この年のオートレース優秀選手表彰にて優秀選手賞を受賞。
- 2006年
  - 4月12日、GI第12回平成チャンピオンカップ（山陽オートレース場）優勝。競走車呼名は「ジャマー」。競走タイムは3.341。
  - 5月31日、サッポロビールGI第29回黒潮杯争奪戦（船橋オートレース場）優勝。競走車呼名は「ライムスター」。競走タイムは3.382。
  - 平成18年度後期適用場別ランクにて、船橋のS級第1位となる（全国ランクではS級第7位）。
  - この年のオートレース優秀選手表彰で優秀選手賞を受賞。
- 2007年
  - 平成19年度前期適用場別ランクにて、船橋のS級第1位となる（全国ランクではS級第4位）。
  - 6月20日、第30回GIIサンケイスポーツ・まがたま杯争奪戦（川口オートレース場）優勝。競走車呼名は「ライムスター」。競走タイムは3.383。
- 2008年
  - 1月30日、日刊スポーツGII第30回さざんかカップ争奪戦（船橋オートレース場）優勝。競走車呼名は「ライムスター」。競走タイムは3.323。この優勝により、地元の記念競走の完全制覇を達成。なお、このレースにおいての競走タイム3.323秒は、2004年4月1日から導入された新タイヤ「KR-73S」での自己ベストタイム（8周回）であった。
  - 9月10日、GII若獅子杯争奪戦（山陽オートレース場）優勝。競走車呼名は「ダビド・ビジャ」。競走タイム3.389。
  - 9月24日、SG第12回オートレースグランプリ（伊勢崎オートレース場）でSG初制覇。競走車呼名は「ダビド・ビジャ」。競走タイムは3.361。
  - 12月31日、SG第23回スーパースター王座決定戦（川口オートレース場）2度目のSG制覇。競走車呼名は「ダビド・ビジャ」。競走タイムは3.335。
  - この年のオートレース優秀選手表彰にて最優秀選手賞を受賞。
- 2009年
  - 2月9日、日刊スポーツ新聞社制定「第21回オートレース年間3賞」で殊勲賞を受賞。
  - 2月15日、SG第22回全日本選抜オートレース（船橋オートレース場）3度目のSG制覇。競争車呼名は「ダビド・ビジャ」。競走タイムは3.335。
  - 3月23日、GI共同通信社杯プレミアムカップオートレース（川口オートレース場）優勝。「ダビド・ビジャ」。競走タイムは3.354。
  - 4月29日、SGオールスターオートレース（飯塚オートレース場）優勝。「ダビド・ビジャ」。競走タイムは3.375。史上5人目のSG3連覇。
- 2010年
  - 3月24日、GI共同通信社杯プレミアムカップオートレース（山陽オートレース場）優勝。「ダビド・ビジャ」。競走タイムは3.595。
  - 7月21日、GIキューポラ杯争奪戦（川口オートレース場）優勝。「ダビド・ビジャ」。
  - 11月3日、SG第42回日本選手権オートレース（飯塚オートレース場）優勝。「ダビド・ビジャ」。競走タイムは3.355。片平巧に次ぎ史上2人目となるSGグランドスラムを達成。
- 2011年
  - 11月6日、SG第43回日本選手権オートレース（船橋オートレース場）優勝。「ビズビム」。日本選手権連覇達成。
- 2012年
  - 3月20日、特別GI共同通信社杯プレミアムカップオートレース（飯塚オートレース場）優勝。「ビズビム」。
  - 4月30日、SGオールスターオートレース（伊勢崎オートレース場）優勝。「ビズビム」。
  - 11月4日、SG第44回日本選手権オートレース（川口オートレース場）優勝。「ビズビム」。史上初の日本選手権3連覇達成。
- 2013年
  - 2月13日、SG第26回全日本選抜オートレース（船橋オートレース場）優勝。「ビズビム」。9度目のSG制覇。
  - 4月29日、SG第32回オールスターオートレース（飯塚オートレース場）優勝。「ビズビム」。10度目のSG制覇でSG連覇。
  - 平成25年度後期適用全国選手ランクにて、自身初となるS級第1位となる。
  - 9月17日、SG第17回オートレースグランプリ（船橋オートレース場）優勝。「ビズビム」。11度目のSG制覇。自身2度目のSG3連覇。
  - この年のオートレース優秀選手表彰にて最優秀選手賞を受賞。
- 2014年
  - 3月7日、日刊スポーツ新聞社制定「第26回オートレース年間3賞」で殊勲賞を受賞。
  - 3月25日、特別GI共同通信社杯プレミアムカップオートレース（川口オートレース場）優勝。「シーザー」。
  - 6月22日、特別GI共同通信社杯プレミアムカップオートレース（船橋オートレース場）優勝。「シーザー」。
  - 9月23日、SG第18回オートレースグランプリ（伊勢崎オートレース場）優勝。「シーザー」。12度目のSG制覇。グランプリ連覇。7年連続SG優勝（新記録）達成。
  - 平成26年度後期適用全国選手ランクにて、2回目のS級第1位となる。
  - 12月31日、SG第29回スーパースター王座決定戦（川口オートレース場）優勝。「シーザー」。13度目のSG制覇。SGダブル・グランドスラム達成[4]。
  - この年のオートレース優秀選手表彰にて2年連続となる最優秀選手賞を受賞。
- 2015年
  - 1月21日、日刊スポーツGII第37回さざんかカップ争奪戦（船橋オートレース場）優勝。競走車呼名は「シーザー」。
  - 11月3日、SG第47回日本選手権オートレース（川口オートレース場）優勝。「ビズビム」。14度目のSG制覇。8年連続SG優勝（自身の持つ記録を更新）達成。
- 2016年
  - 3月21日、特別GI共同通信社杯プレミアムカップオートレース（船橋オートレース場）優勝。「ビズビム」。
- 2017年
  - 5月17日、GI開場61周年記念GIゴールデンレース（浜松オートレース場）優勝。当時の競走車呼名は「ビズビム」。
  - 6月11日、川口オートレース場にて通算1000勝達成を83回目の優勝で飾る[5]。
  - 6月18日、GII川口記念（川口オートレース場）優勝。「ビズビム」。
  - 7月19日、GIキューポラ杯争奪戦（川口オートレース場）優勝。「ビズビム」。
  - 9月21日、特別GI共同通信社杯プレミアムカップオートレース（飯塚オートレース場）優勝。「ビズビム」。
- 2018年
  - 3月11日、GI開設66周年記念グランプリレース（川口オートレース場）優勝。当時の競走車呼名は「ビズビム」。
  - 3月25日、特別GI共同通信社杯プレミアムカップオートレース（山陽オートレース場）優勝。「ビズビム」。
  - 7月30日、GIキューポラ杯争奪戦（川口オートレース場）優勝。「ビズビム」。
  - 12月31日、SG第33回スーパースター王座決定戦（川口オートレース場）優勝。「ビズビム」。
- 2019年
  - 5月26日、GI開場63周年記念GIゴールデンレース（浜松オートレース場）優勝。当時の競走車呼名は「ビズビム」。
- 2020年
  - 6月12日、川口オートレース場にて史上10人目の100V（優勝回数100回）を達成[6][7][8]。
- 2021年
  - 7月25日、特別GI共同通信社杯プレミアムカップ（飯塚オートレース場）優勝。競走車呼名は「ダビド・ビジャ」。
- 2022年
  - 1月30日、GIIオーバルチャンピオンカップ（飯塚オートレース場）優勝。競走車呼名は「ダビド・ビジャ」。
- 2023年
  - 2月12日、GI開設71周年記念グランプリレース（川口オートレース場）優勝。競走車呼名は「ビンテージ」。

## グレードレース戦歴
- SG戦歴
  - SG優勝回数:15回（片平巧とともに史上第3位タイ）
  - SG3連覇:2回（島田信廣・片平巧とともに史上最多タイ、SG3連覇は島田信廣・片平巧・高橋貢に次ぐ史上4人目）
  - SG完全優勝:1回（史上7人目:第22回全日本選抜）
    - 日本選手権オートレース '10, '11, '12, '15 4回
    - オートレースグランプリ '08, '13, '14 3回
    - スーパースター王座決定戦 '08, '14,'18 3回
    - オールスター・オートレース '09, '12, '13 3回
    - 全日本選抜オートレース '09, '13 2回

- GI戦歴
  - GI優勝回数:26回
    - 共同通信社杯プレミアムカップ（特別GI） '09, '10, '12, '14, '14, '16, '17, '18, '21 9回
    - 開設記念グランプリレース（川口） '04, '18, '23 3回
    - キューポラ杯争奪戦（川口） '10, '17, '18  3回
    - 開場記念ゴールデンレース（浜松） '00, '17, '19  3回
    - 黒潮杯（船橋） '14 1回
    - ムーンライトチャンピオンカップ争奪戦（伊勢崎） '13 1回
    - オート発祥記念船橋オート祭（船橋） '04, '05, '13 3回
    - 黒潮杯争奪戦（船橋） '06 1回
    - 平成チャンピオンカップ（山陽） '06 1回
    - ムーンライトチャンピオンカップ（伊勢崎） '05 1回

- GII戦歴
  - GII優勝回数:14回
    - オーバルチャンピオンカップ（飯塚） '22 1回
    - 川口記念（川口） '17 1回
    - GIIさざんかカップ（船橋） '08, '10, '13, '14, '15 5回
    - GIIライジングカップ（山陽） '14 1回
    - GIIチャレンジカップ（船橋） '14 1回
    - スターライトチャンピオンカップ争奪戦（伊勢崎） '10 1回
    - 若獅子杯争奪戦（山陽） '05, '08 2回
    - サンケイスポーツ・まがたま杯争奪戦（川口） '07 1回
    - ジュニア選手権（飯塚） '02 1回